# Biserica romano-catolică „Sf. Maria Mare” din Cornești
Biserica „Sfânta Maria Mare” este un monument istoric aflat pe teritoriul satului Cornești, comuna Cornești, județul Cluj.

## Localitatea
Cornești, mai demult Chendu, (în maghiară Magyarszarvaskend) este satul de reședință al comunei cu același nume din județul Cluj, Transilvania, România. Prima mențiune documentară este din anul 1306, cu denumirea Kend.

## Istoric și trăsături
În anul 1332 avea o biserică parohială, în stil romanic, preotul său, Mihály, era menționat în lista dijmelor papale. Credincioșii catolici medievali au trecut la calvinism în timpul Reformei, împreună cu biserica. În 1725, László Apor și Teréz Kapi recuperează biserica pe jumătate ruinată și organizează parohia catolică. Sanctuarul și sacristia au fost păstrate, iar nava a fost reconstruită în 1725, parțial pe fundațiile vechii nave, dar în stil baroc. Cel mai valoros obiect din patrimoniul bisericii este altarul realizat de Anton Schuchbauer. Clopotul vechi medieval se află acum la biserica reformată din Vița.

## Imagini

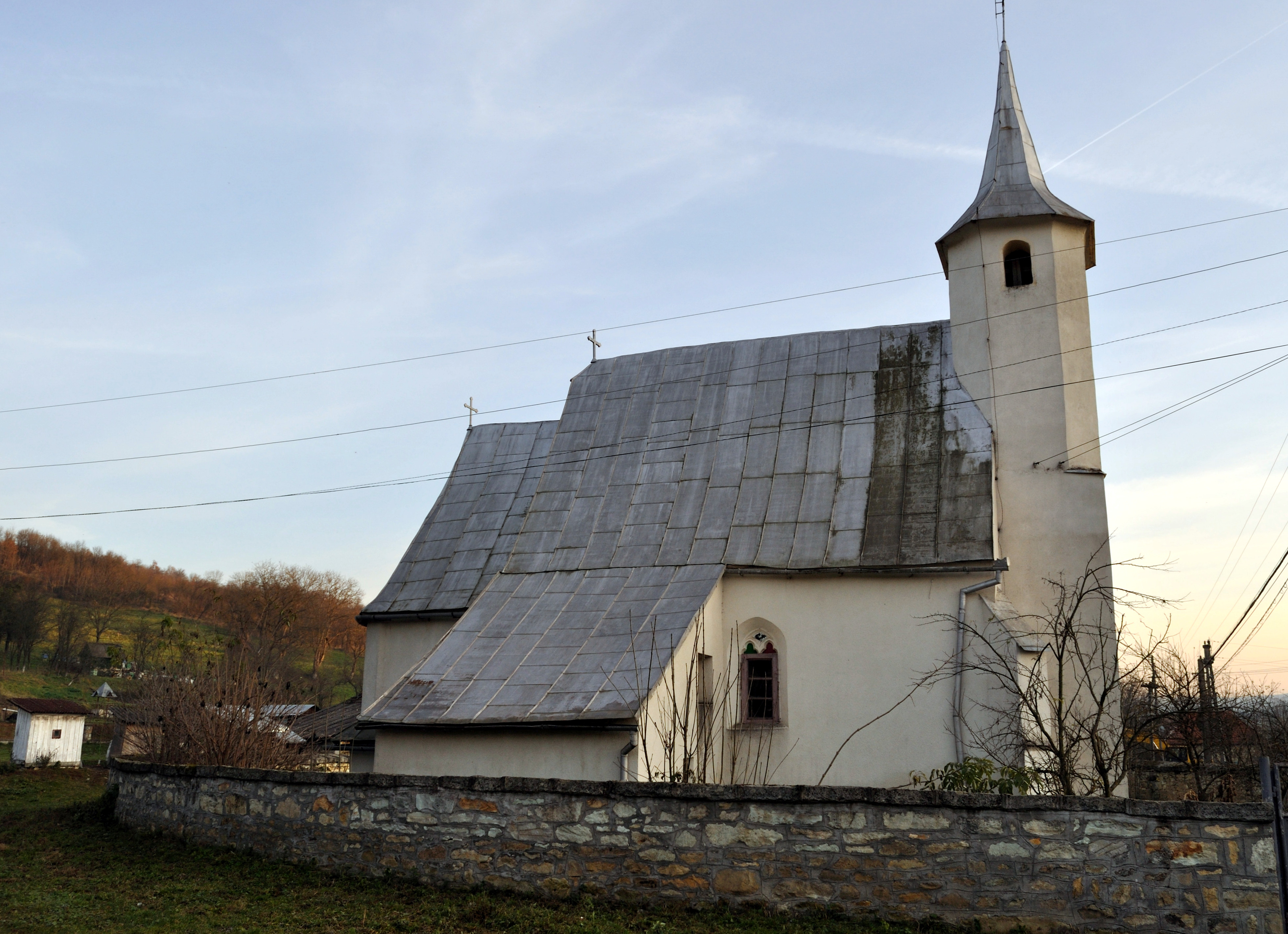
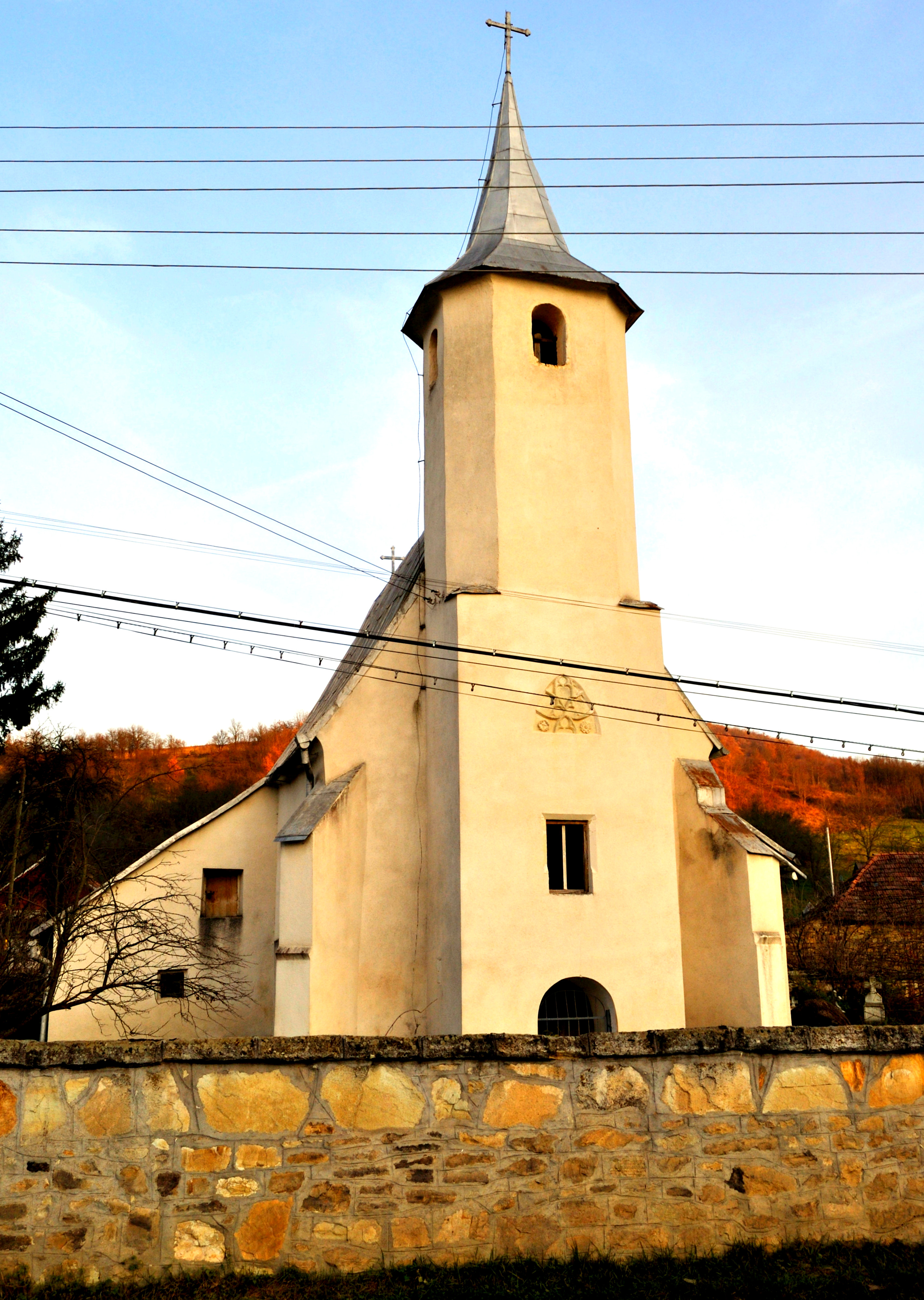
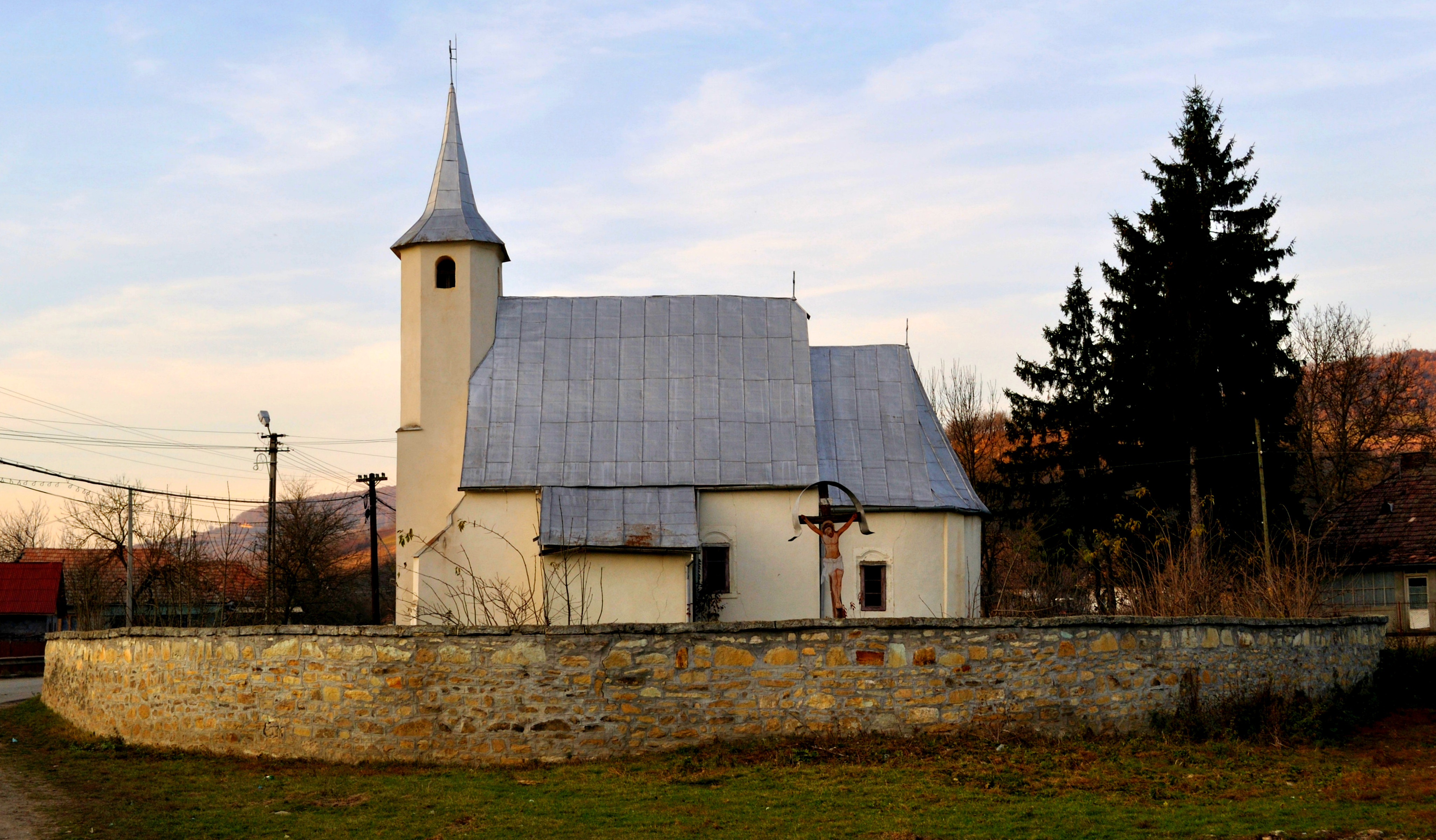